# Isthmura bellii

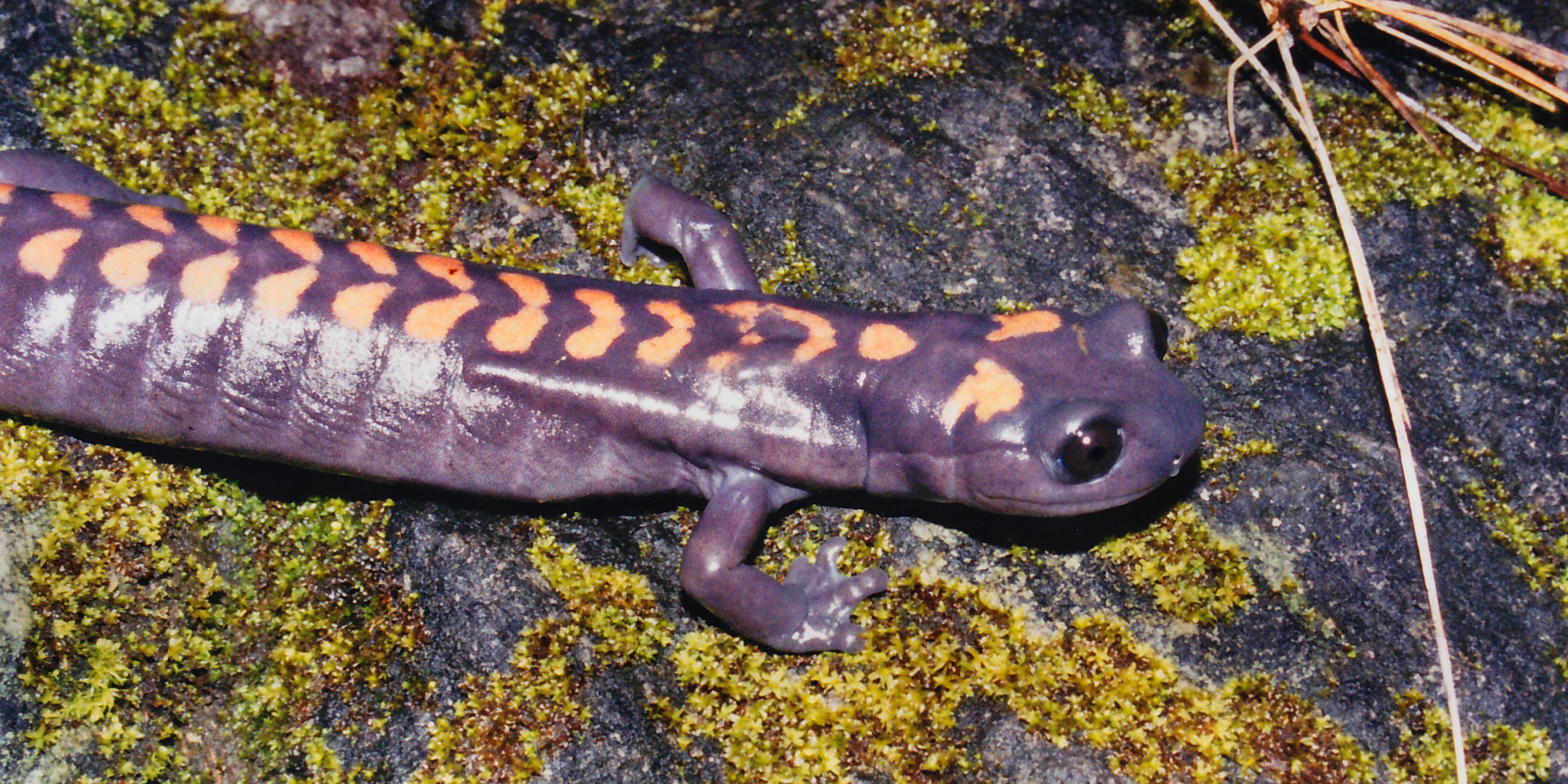
Isthmura bellii mit blasser chevron-Zeichnung

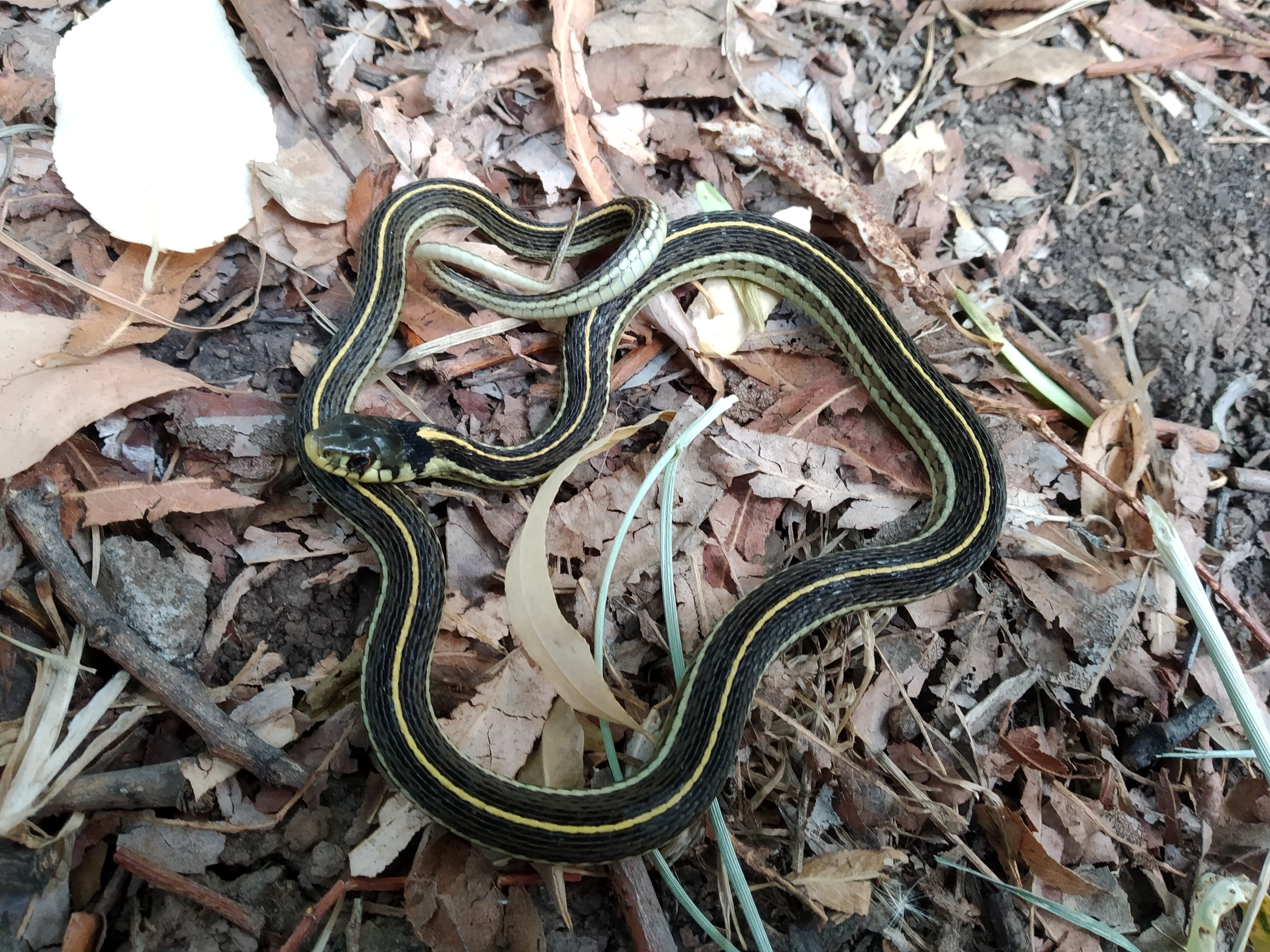
Gelbhals-Strumpfbandnatter, ein Fressfeind

Isthmura bellii ist ein in Mexiko vorkommender Schwanzlurch aus der Familie der Lungenlosen Salamander (Plethodontidae).

## Merkmale
Mit einer Gesamtlänge von bis zu 36 Zentimetern ist Isthmura bellii der größte der lungenlosen Salamander. Er hat einen kräftigen Körper, lange, muskulöse Gliedmaßen und einen mittellangen Schwanz. Seine Haut ist an den Flanken glänzend schwarz, auf dem Rücken kräftig orangefarben. Meist hebt sich ein chevron-Muster, das bis zum Schwanzanfang reicht ab. Die paarig ausgebildeten Ohrdrüsen (Parotiden) sind ebenfalls kräftig orangefarben. Regional sind einige Tiere blasser gezeichnet.

## Ähnliche Arten
Die ähnlichen Arten Isthmura boneti und Isthmura maxima unterscheiden sich in erster Linie durch die geringere Größe.

## Verbreitung und Lebensraum
Isthmura bellii kommt endemisch in Mexiko vor.  
Die Hauptverteilung erfolgt entlang des westlichen und südlichen Rand des zentralen mexikanischen Hochlands durch den transmexikanischen Vulkangürtel mit zahlreichen isolierten Populationen in Sonora und Chihuahua sowie vom zentralen Tamaulipas bis zu den Bergen des zentralen Guerrero. Salamanderarten sind normalerweise typische Bewohner gemäßigter und feuchter Lebensräume. Isthmura bellii gilt hingegen als Habitat-Generalist. Außer in feuchten Wäldern wurde die Art auch in Kaffeeplantagen, ländlichen Gärten und sogar in einem trockenen, tropischen Gestrüpp gefunden.

## Lebensweise
Isthmura bellii ist nachtaktiv und relativ standorttreu. Am Tag verstecken sich die Salamander unter Felsen oder in toten Baumstämmen. Ihre Nahrung besteht aus kleinen Wirbellosen (Evertebrata), hauptsächlich aus Insekten. Die Weibchen legen ungefähr 20 Eier, die sich ohne aquatischen Lebensabschnitt entwickeln.
Hauptfressfeinde von Isthmura bellii sind verschiedene Schlangenarten, dazu zählen Rhadinaea taeniata, die Schwarznacken-Strumpfbandnatter (Thamnophis cyrtopsis) und die Gelbhals-Strumpfbandnatter (Thamnophis pulchrilatus).

## Gefährdung
Isthmura bellii wird von der Weltnaturschutzorganisation IUCN als „Least Concern = nicht gefährdet“ klassifiziert, Im offiziellen mexikanischen Umweltschutz-Standard NOM-059-SEMARNAT-2010 wird die Art hingegen als „gefährdet“ (Amenazada) geführt. Abholzungen und Urbanisierungen sind für den Rückgang der Art in einigen Gebieten verantwortlich. Andererseits ist Isthmura bellii auch bedingt anpassungsfähig und wurde auf Weideflächen, in degradierten Wäldern sowie in der Nähe von städtischen Gebieten gefunden.